# Scott Adams
Pour les articles homonymes, voir Scott Adams (homonymie) et Adams.
Scott Adams est un auteur de bandes dessinées américain né le 8 juin 1957 à Windham dans l'État de New York. Il est notamment l'auteur de la série de strips Dilbert, de plusieurs critiques du monde de l'entreprise et de satires sociales, ainsi que de traités (expérimentaux) de philosophie. 

## Biographie
Diplômé d'économie et de management, il a travaillé dans le secteur des télécommunications jusqu'en 1995 (les personnages dépeints dans Dilbert sont inspirés de personnages réels qu'il côtoyait alors). Il est maintenant PDG de la société Scott Adams Foods, Inc. (qui produit le Dilberito) et copropriétaire du Stacey's Café à Pleasanton, en Californie.
Scott Adams a rendu une de ses adresses électroniques publique (scottadamsaol.com) pour que tout employé ayant vécu professionnellement une situation absurde la lui raconte ; de nombreuses histoires de Dilbert sont inspirées de ces récits.
Il a écrit un livre en partie satirique, mais en partie basé sur des faits, titré Le Principe de Dilbert en hommage au Principe de Peter.
Depuis fin 2004, il souffre d'une dystonie focale, qui a affecté pendant de longues périodes sa capacité à dessiner mais cela ne lui pose plus de réel problème car il dessine sur une tablette graphique. Il a également souffert de dysphonie spasmodique, une affection qui provoque un comportement anormal des cordes vocales. Il s'est temporairement remis de cette affection, mais en juillet 2008, il a subi une opération pour rediriger les connexions nerveuses vers ses cordes vocales. L'opération a réussi, et la voix d'Adams est maintenant complètement fonctionnelle.
En 2023, il publie sur YouTube une vidéo jugée raciste dans laquelle il commente les résultats d'un sondage d'opiniondans lequel 26% des personnes noires interrogées ont répondu qu'ils n'étaient pas d'accord avec la phrase "It's ok to be white". Adams en conclut que les Afro-Américains constituent un groupe de haine et, plusieurs fois dans la vidéo, exhorte aux Blancs de « s'éloigner des Noirs »,, ajoutant que lui-même est parti vivre dans un quartier où il y a peu de Noirs. À la suite des propos exprimés dans la vidéo, le réseau de presse USA Today, le Plain Dealer et le Washington Post annoncent l'arrêt de la publication de Dilbert dans leurs colonnes.
D'autre médias comme le San Antonio Express-News, puis des médias canadiens comme le Toronto Star et The Globe and Mail ont décidé également d'abandonner la publication de ses dessins. Adams a tenté de se défendre disant qu'il répondait à un sondage défendant la liberté d'expression régnant aux États-Unis. L'entrepreneur Elon Musk rebondit sur la polémique en accusant les médias de partialité dans cette histoire,, de faire preuve de racisme anti-blanc et anti-asiatique, et suggère que leur attitude présente viserait à expier des dérives passées,.
Le 19 mai 2025, Scott Adams annonce dans son podcast Real Coffee with Scott Adams qu'il est atteint d'un cancer de la prostate et que ce dernier est en train de métastaser, lui laissant peu de temps à vivre.

## Prix
- 1995 :  Prix Adamson du meilleur auteur international pour l'ensemble de son œuvre
- 1997 : Prix Harvey du meilleur comic strip pour Dilbert
- 1998 : Prix Reuben pour Dilbert
- 1998 : Prix du comic strip de la National Cartoonists Society pour Dilbert
- 1998 :  Prix Max et Moritz du meilleur comic strip pour Dilbert